# Grand Prix Argentyny 1956
Grand Prix Argentyny 1956 (oryg. Gran Premio de la Republica Argentina) – 1. runda Mistrzostw Świata Formuły 1 w sezonie 1956, która odbyła się 22 stycznia 1956 po raz 4. na torze Autódromo Municipal Ciudad de Buenos Aires.
4. Grand Prix Argentyny, 4. zaliczane do Mistrzostw Świata Formuły 1.

## Wyniki

### Kwalifikacje
Źródło: statsf1.com
| P  | Nr | Kierowca              | Konstruktor(-silnik) | Opony | Czas       | Odstęp | Strata |
| -- | -- | --------------------- | -------------------- | ----- | ---------- | ------ | ------ |
| 1  | 30 | Juan Manuel Fangio    | Ferrari              | E     | 1:42,5     | –      | –      |
| 2  | 32 | Eugenio Castellotti   | Ferrari              | E     | 1:44,7     | +2,2   | +2,2   |
| 3  | 34 | Luigi Musso           | Ferrari              | E     | 1:44,7     | +0,0   | +2,2   |
| 4  | 4  | Jean Behra            | Maserati             | P     | 1:45,1     | +0,4   | +2,6   |
| 5  | 12 | José Froilán González | Maserati             | P     | 1:45,4     | +0,3   | +2,9   |
| 6  | 6  | Carlos Menditeguy     | Maserati             | P     | 1:45,6     | +0,2   | +3,1   |
| 7  | 2  | Stirling Moss         | Maserati             | P     | 1:46,9     | +1,3   | +4,4   |
| 8  | 14 | Mike Hawthorn         | Maserati             | P     | 1:47,4     | +0,5   | +4,9   |
| 9  | 36 | Peter Collins         | Ferrari              | E     | 1:47,7     | +0,3   | +5,2   |
| 10 | 38 | Olivier Gendebien     | Ferrari              | E     | 1:50,4     | +2,7   | +7,9   |
| 11 | 10 | Chico Landi           | Maserati             | P     | 1:57,9     | +7,5   | +15,4  |
| 12 | 8  | Luigi Piotti          | Maserati             | P     | 1:57,9     | +0,0   | +15,4  |
| 13 | 16 | Alberto Uria          | Maserati             | P     | brak czasu | –      | –      |
| P  | Nr | Kierowca              | Konstruktor(-silnik) | Opony | Czas       | Odstęp | Strata |

### Wyścig
Źródła: statsf1.com
| P                                                     | + / – | Nr | Kierowca                       | Konstruktor | Opony | Okr.  | Czas / Strata | Komentarz            |
| ----------------------------------------------------- | ----- | -- | ------------------------------ | ----------- | ----- | ----- | ------------- | -------------------- |
| 1                                                     | 2     | 34 | Luigi Musso Juan Manuel Fangio | Ferrari     | E     | 30 68 | 3:00:03,7     |                      |
| 2                                                     | 2     | 4  | Jean Behra                     | Maserati    | P     | 98    | +24,4         |                      |
| 3                                                     | 5     | 14 | Mike Hawthorn                  | Maserati    | P     | 96    | +2 okr.       |                      |
| 4                                                     | 7     | 10 | Chico Landi Gerino Gerini      | Maserati    | P     | 46    | +6 okr.       |                      |
| 5                                                     | 5     | 38 | Olivier Gendebien              | Ferrari     | E     | 91    | +7 okr.       |                      |
| 6                                                     | 7     | 16 | Alberto Uria Óscar González    | Maserati    | P     | 44    | +10 okr.      |                      |
| Niesklasyfikowani                                     |       |    |                                |             |       |       |               |                      |
|                                                       |       | 2  | Stirling Moss                  | Maserati    | P     | 81    | +17 okr.      | silnik               |
|                                                       |       | 36 | Peter Collins                  | Ferrari     | E     | 58    | +40 okr.      | wypadek              |
|                                                       |       | 8  | Luigi Piotti                   | Maserati    | P     | 57    | +41 okr.      | wypadek              |
|                                                       |       | 6  | Carlos Menditeguy              | Maserati    | P     | 42    | +56 okr.      | półoś                |
|                                                       |       | 32 | Eugenio Castellotti            | Ferrari     | E     | 40    | +58 okr.      | skrzynia biegów      |
|                                                       |       | 12 | José Froilán González          | Maserati    | P     | 24    | +74 okr.      | silnik               |
|                                                       |       | 30 | Juan Manuel Fangio             | Ferrari     | E     | 22    | +76 okr.      | pompa paliwowa       |
| Nie wystartowali / niedopuszczeni do ponownego startu |       |    |                                |             |       |       |               |                      |
|                                                       |       | 18 | Robert Manzon                  | Gordini     | E     | 0     |               | nie przybył          |
|                                                       |       | 20 | Élie Bayol                     | Gordini     | E     | 0     |               | drużyna wycofała się |
| P                                                     | + / – | Nr | Kierowca                       | Konstruktor | Opony | Okr.  | Czas / Strata | Komentarz            |

### Najszybsze okrążenie
Źródło: statsf1.com
| Nr | Kierowca           | Konstruktor | Czas   | Okr. |
| -- | ------------------ | ----------- | ------ | ---- |
| 34 | Juan Manuel Fangio | Ferrari     | 1:45,3 | 42   |

### Prowadzenie w wyścigu
Źródło: statsf1.com
| Nr                              | Kierowca              | Konstruktor | Okrążenia | Suma |
| ------------------------------- | --------------------- | ----------- | --------- | ---- |
| 6                               | Carlos Menditeguy     | Maserati    | 4-42      | 39   |
| 30                              | Juan Manuel Fangio    | Ferrari     | 67-98     | 32   |
| 2                               | Stirling Moss         | Maserati    | 43-66     | 24   |
| 12                              | José Froilán González | Maserati    | 1-3       | 3    |
| \| Wykres \| \| ------ \| \| \| |                       |             |           |      |
| Wykres                          |                       |             |           |      |
|                                 |                       |             |           |      |

## Klasyfikacja po wyścigu
Pierwsza piątka otrzymywała punkty według klucza 8-6-4-3-2, 1 punkt przyznawany był dla kierowcy, który wykonał najszybsze okrążenie w wyścigu. Klasyfikacja konstruktorów została wprowadzona w 1958 roku. Liczone było tylko 5 najlepszych wyścigów danego kierowcy. W nawiasach podano wszystkie zebrane punkty, nie uwzględniając zasady najlepszych wyścigów.
Uwzględniono tylko kierowców, którzy zdobyli jakiekolwiek punkty
| P | +/− | Kierowca           | Starty | Punkty | P1 | P2 | P3 | PP | NO | NS |
| - | --- | ------------------ | ------ | ------ | -- | -- | -- | -- | -- | -- |
| 1 | N   | Jean Behra         | 1      | 6      | –  | 1  | –  | –  | –  | –  |
| 2 | N   | Juan Manuel Fangio | 1      | 5      | 1  | –  | –  | 1  | 1  | –  |
| 3 | N   | Luigi Musso        | 1      | 4      | 1  | –  | –  | –  | –  | –  |
| 4 | N   | Mike Hawthorn      | 1      | 4      | –  | –  | 1  | –  | –  | –  |
| 5 | N   | Olivier Gendebien  | 1      | 2      | –  | –  | –  | –  | –  | –  |
| 6 | N   | Gerino Gerini      | 1      | 1,5    | –  | –  | –  | –  | –  | –  |
| 6 | N   | Chico Landi        | 1      | 1,5    | –  | –  | –  | –  | –  | –  |
| P | +/− | Kierowca           | Starty | Punkty | P1 | P2 | P3 | PP | NO | NS |